# 옹진군 (인천광역시)의 행정 구역
옹진군의 행정 구역은 7면 2출장소 75리 272반로 구성되어 있으며, 면적은 171.9 km2이고 인구는 2015년 5월 말 주민등록을 기준으로 2만767 명, 1만1157 세대이다.

## 행정 구역

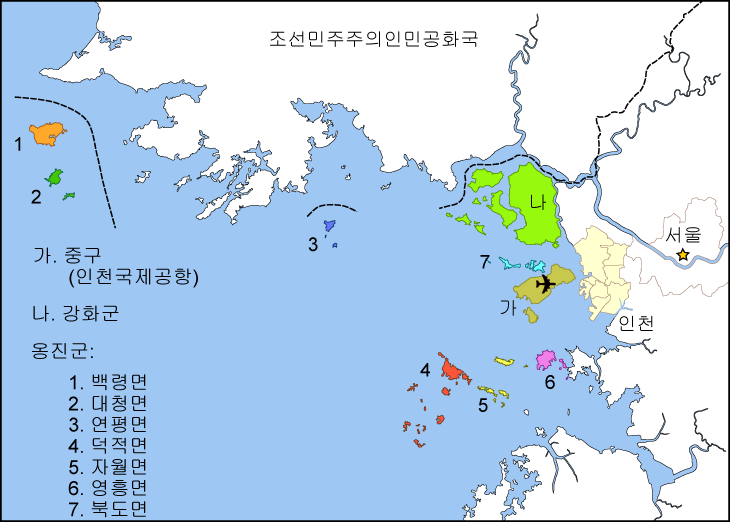

| 행정구역 | 한자   | 세부       | 면적  | 인구   | 세대   |
| -------- | ------ | ---------- | ----- | ------ | ------ |
| 백령면   | 白翎面 |            | 51.09 | 5,354  | 2,943  |
| 대청면   | 大靑面 | 면 합계    | 15.60 | 1,635  | 917    |
| 대청면   | 大靑面 | 대청도     |       | 1,371  | 750    |
| 대청면   | 大靑面 | 소청출장소 |       | 264    | 167    |
| 연평면   | 延坪面 |            | 7.28  | 2,182  | 1,337  |
| 북도면   | 北島面 | 면 합계    | 17.64 | 2,211  | 1,104  |
| 북도면   | 北島面 | 북도       |       | 1,179  | 603    |
| 북도면   | 北島面 | 장봉출장소 |       | 1,032  | 501    |
| 영흥면   | 靈興面 |            | 26.04 | 6,026  | 3,026  |
| 덕적면   | 德積面 |            | 36.53 | 2,046  | 1,158  |
| 자월면   | 紫月面 |            | 17.67 | 1,313  | 672    |
| 옹진군   | 甕津郡 | 계         | 171.9 | 20,767 | 11,157 |

## 법정리
| 면     | 법정리 | 옹진군 편입전 행정구역 | 설명 |
| ------ | --- | ---------------------- | --- |
| 백령면 | 진촌리(眞村里), 북포리(北浦里), 가을리(加乙里), 연화리(蓮花里), 남포리(南浦里)                                         | 황해도 장연군 백령면   | - 1945년 11월 4일 : 경기도 옹진군에 편입되어 옹진군 백령면이 되었다. - 1962년 6월 14일 : 대청도와 소청도를 관할로 대청출장소가 설치되었다. - 1974년 7월 1일 : 대청출장소가 대청면으로 승격되어 백령면에서 분리되었다. |
| 대청면 | 대청리(大靑里), 소청리(小靑里)                                                                                         | 황해도 장연군 백령면   | - 1945년 11월 4일 : 경기도 옹진군에 편입되어 옹진군 백령면이 되었다. - 1962년 6월 14일 : 대청도와 소청도를 관할로 대청출장소가 설치되었다. - 1974년 7월 1일 : 대청출장소가 대청면으로 승격되어 백령면에서 분리되었다. |
| 연평면 | 연평리(延坪里) | 황해도 벽성군 송림면   | - 1945년 11월 4일 : 경기도 옹진군에 편입되어 옹진군 송림면 연평리가 되었다. - 1951년 1월 4일 : 황해도 육지(송현리)에 있던 송림면사무소를 연평리로 이전하였다. - 1999년 7월 20일 : 송림면을 연평면으로 개칭했다.       |
| 영흥면 | 내리(內里), 외리(外里), 선재리(仙才里)                                                                                 | 경기도 부천군 영흥면   | - 1973년 7월 1일 : 부천군이 폐지되면서 옹진군에 편입되었다. - 1983년 2월 15일 : 영흥면 자월출장소가 면(자월면)으로 승격되었다.                                                                                        |
| 자월면 | 자월리(紫月里), 이작리(伊作里)                                                                                         | 경기도 부천군 영흥면   | - 1973년 7월 1일 : 부천군이 폐지되면서 옹진군에 편입되었다. - 1983년 2월 15일 : 영흥면 자월출장소가 면(자월면)으로 승격되었다.                                                                                        |
| 자월면 | 승봉리(昇鳳里) | 경기도 부천군 덕적면   | - 1973년 7월 1일 : 부천군이 폐지되면서 옹진군에 편입되었다. - 1983년 2월 15일 : 영흥면 자월출장소가 면(자월면)으로 승격되었다.                                                                                        |
| 덕적면 | 진리(鎭里), 울도리(蔚島里), 서포리(西浦里), 소야리(蘇爺里), 북리(北里), 문갑리(文甲里), 백아리(白牙里), 굴업리(掘業里) | 경기도 부천군 덕적면   | - 1973년 7월 1일 : 부천군이 폐지되면서 옹진군에 편입되었다. - 1983년 2월 15일 : 영흥면 자월출장소가 면(자월면)으로 승격되었다.                                                                                        |
| 북도면 | 시도리(矢島里), 신도리(信島里), 장봉리(長峰里), 모도리(茅島里)                                                         | 경기도 부천군 북도면   | - 1973년 7월 1일 : 부천군이 폐지되면서 옹진군에 편입되었다. - 1983년 2월 15일 : 영흥면 자월출장소가 면(자월면)으로 승격되었다.                                                                                        |

## 연혁
- 1018년 : 옹진현
- 1895년 : 해주부 옹진군
- 1896년 : 황해도 옹진군[4]
- 1945년 9월 2일 : 미국과 소련이 한반도를 분할 점령함으로써 옹진군의 대부분 지역이 미군정의 관할 아래, 38선 이북인 교정면과 가천면은 소련군정의 관할 아래 들어갔다.
- 1945년 11월 4일 : 황해도의 38선 이남 지역이 경기도에 편입되었다. 이에 따라 황해도 옹진군은 경기도 옹진군이 되었고, 벽성군 해남면 · 동강면 · 송림면과 장연군 백령면 등 38선 이남의 인근 4개면이 옹진군에 편입되었다[5].(1읍 12면)
- 1953년 7월 27일 : 한국 전쟁의 결과, 본래 황해도 옹진군이었던 지역은 모두 군사분계선 이북 지역이 되었고, 경기도 옹진군에는 1945년 11월 4일에 편입되었던 백령면(백령도·대청도·소청도)과 송림면 연평리(연평도)만 남게 되었다.(2면 : 백령면 · 송림면)
- 1962년 6월 : 백령면 대청도에 대청출장소가 설치되었다.(2면 1출장소)
- 1973년 7월 1일 : 경기도 부천군이 폐지되면서 부천군의 섬 지역(영종면 · 북도면 · 용유면 · 덕적면 · 영흥면 · 대부면 등 6면 3출장소)이 모두 옹진군에 편입되었다. 이로써 옹진군은 경기만 일대의 섬 지역을 아우르는 현재와 같은 행정구역을 갖게 되었다[2].(8면 4출장소)
- 1974년 7월, 1975년 5월 : 대청출장소가 대청면으로 승격하고, 대청면 소청도에 소청출장소가 설치되었다.(9면 4출장소)
- 1983년 2월 : 영흥면 자월리 · 이작리와 덕적면 승봉리를 관할로 하여 자월면이 신설되었다[3].(10면 3출장소)
- 1989년 1월 1일 : 영종면 · 용유면 일원이 인천광역시 중구에 편입되었다[6].(8면 2출장소)
- 1994년 12월 26일 : 대부면이 안산시에 편입되었다[7].(7면 2출장소)
- 1995년 3월 1일 : 경기도 옹진군 일원이 인천광역시에 편입되어 인천광역시 옹진군이 되었다[8].
- 1999년 7월 20일 : 송림면을 연평면으로 개칭하였다[9].